# Strażnica WOP Białowieża
Strażnica w Białowieży:
1. podstawowy pododdział graniczny Wojsk Ochrony Pogranicza pełniący służbę ochronną na granicy polsko-radzieckiej.
2. graniczna jednostka organizacyjna polskiej straży granicznej realizująca zadania bezpośrednio w ochronie granicy państwowej.

## Formowanie i zmiany organizacyjne
Strażnica została sformowana w 1945 w strukturze 29 komendy odcinka jako 134 strażnica WOP (Białowieża) o stanie 56 żołnierzy. Kierownictwo strażnicy stanowili: komendant strażnicy, zastępca komendanta do spraw polityczno-wychowawczych i zastępca do spraw zwiadu. Strażnica składała się z dwóch drużyn strzeleckich, drużyny fizylierów, drużyny łączności i gospodarczej. Etat przewidywał także instruktora do tresury psów służbowych oraz instruktora sanitarnego.
Z dniem 15.03.1954 nadano strażnicom nowe numery. Strażnica II kategorii otrzymała numer 128.
Z dniem 15 listopada 1955 zlikwidowano sztab batalionu. Strażnica podporządkowana została bezpośrednio pod sztab brygady. W sztabie brygady wprowadzono stanowiska nieetatowych oficerów kierunkowych odpowiedzialnych za służbę graniczną strażnic.
W lipcu 1956 rozwiązano strażnicę. W jej miejsce zorganizowano placówkę graniczną WOP kategorii „B” Białowieża. Placówka swoim zasięgiem obejmowała część powiatu hajnowskiego. W 1964 w Białowieży stacjonowała placówka WOP nr 2 22 Białostockiego Oddziału Wojsk Ochrony Pogranicza.
W 1976, w strukturze Podlasko-Mazurskiej Brygady WOP, odtworzono strażnicę w Białowieży.
Po rozwiązaniu w 1991 Wojsk Ochrony Pogranicza, strażnica Białowieża weszła w podporządkowanie Podlaskiego Oddziału Straży Granicznej. W 1995 na stan etatowy 24 funkcjonariuszy, stan ewidencyjny wynosił 17 osób.
W wyniku realizacji kolejnego etapu zmian organizacyjnych w Straży Granicznej w 2002, strażnica uzyskała status strażnicy SG I kategorii.
24 sierpnia 2005 funkcjonującą dotychczas strażnicę SG w Białowieży przemianowano na placówkę Straży Granicznej.

## Ochrona granicy
Faktyczną ochronę granicy strażnica rozpoczęła w czerwcu 1946.
W 1960 2 placówka WOP Białowieża ochraniała odcinek 67000 m granicy państwowej od znaku granicznego 1431 do zn. gr. 1535.
Wydarzenia:
Straż Graniczna:
- 1999 – luty, strażnica otrzymała na wyposażenie samochody osobowo-terenowe Land Rower[13], motocykle marki KTM i czterokołowe typu TRX marki Honda oraz konie do pełnienia służby granicznej[14].

Sąsiednie strażnice:
- 133 strażnica WOP Masiewo ⇔ 135 strażnica WOP Starzyna – 1946

## Dowódcy/komendanci strażnicy
- chor. Opoka[4]
- por. Michał Napora (był w 1952)
- chor./por. Bolesław Zastawny (/dowódca strażnicy/dowódca placówki) (1952–1956-?)[15]

Komendanci strażnicy SG:
- por. SG Jerzy Kośko (16.05.1991[16]–?)
- Anatol Czurak (był w 2004)[17].